# TRIPOS
TRIPOS (сокр. от англ. TRIvial Portable Operating System, Тривиальная портируемая операционная система) — операционная система. Разработка началась в Компьютерной лаборатории Кембриджского университета и возглавлялась Мартином Ричардсом. Названа в честь традиционного выпускного экзамена в Кембриждском университете. Первая версия была готова в январе 1978 года и работала на компьютере DEC PDP-11. Позднее она была портирована на компьютеры Computer Automation LSI4 и Data General Nova. Работа над версией для Motorola m68k началась в 1981 году в Университете Бата. Компания MetaComCo приобрела права на версию для m68k и продолжила разработку, пока TRIPOS не была выбрана в 1985 году компанией Commodore Amiga в качестве части операционной системы для своего нового компьютера. Также была в Кембриджском университете частью распределённой операционной системы (англ.) Cambridge Distributed Computing System (англ.).

## Влияние на компьютеры Amiga
В июле 1985 года был представлен компьютер Amiga, использовавший TRIPOS в виде модуля AmigaDOS в AmigaOS. AmigaDOS имела интерфейс командной строки и файловую систему Amiga File System. Весь модуль AmigaDOS изначально был написан на языке программирования BCPL (предшественник Си), на том же языке, что и сама TRIPOS.

## Возможности
TRIPOS обладала вытесняющей многозадачностью (при помощи шедулинга на основе приоритетов), иерархической файловой системой и множеством командных интерпретаторов.
Большая часть исходного кода TRIPOS была написана на BCPL. Ядро и драйверы устройств были написаны на ассемблере.
TRIPOS была портирована на множество платформ: Data General Nova 2, Computer Automation LSI4, устройства на базе процессоров Motorola 68000 и Intel 8086. Она поддерживала работу с компьютерными сетями Cambridge Ring. В 2010 году Мартин Ричардс сделал порт TRIPOS для работы под Linux, используя виртуальную машину Cintcode BCPL.
TRIPOS до сих пор активно поддерживается компанией Open G I (ранее называлась Misys Financial Systems) из Вустершира (Англия). Многие британские страховые агенты имеют системы на основе m68k (и позже на основе Intel и Linux) под управлением TRIPOS, обслуживающие терминалы Qume или эмуляторы терминалов Qume через telnet-соединение поверх TCP/IP — системы используются для работы пакета программ BROOMS от Open G I. Open G I добавила множество возможностей для работы современного офиса, такие как возможность печати на принтерах подключенных через Windows/SAMBA или HP JetDirect, службы интеграции XML.

## Cintpos
Cintpos — экспериментальная интерпретируемая версия TRIPOS, работающая в виртуальной машине Cintcode BCPL, разработанной Мартином Ричардсом.